# Annie Awards 2016
La 43ª edizione dei Annie Awards ha avuto luogo il 6 febbraio 2016 al Royce Hall di Los Angeles. Le candidature sono state annunciate il 1º dicembre 2015.

## Candidati e vincitori
I vincitori sono indicati in grassetto, a seguire gli altri candidati.

### Premi alle produzioni

#### Miglior film d'animazione
- Inside Out, regia di Pete Docter - Pixar Animation Studios
- Anomalisa, regia di Charlie Kaufman e Duke Johnson - Paramount Pictures
- Shaun, vita da pecora - Il film (Shaun the Sheep Movie), regia di Richard Starzak e Mark Burton - Aardman Animations
- Il viaggio di Arlo (The Good Dinosaur), regia di Peter Sohn - Pixar Animation Studios
- Snoopy & Friends - Il film dei Peanuts (The Peanuts Movie), regia di Steve Martino - Blue Sky Studios e 20th Century Fox Animation

#### Miglior special d'animazione
- He Named Me Malala - Parkes-MacDonald / Little Door
- Elf: Buddy's Musical Christmas - Warner Bros. Animation
- I Am A Witness - Moonbot Studios
- Kite - Epic Games
- Kurt Cobain: Montage of Heck - End of Movie, LLC
- Niko and the Sword of Light - Titmouse, Inc. / Amazon Studios

#### Miglior cortometraggio d'animazione
- World of Tomorrow, regia di Don Hertzfeldt
- Carface, regia di Claude Cloutier - National Film Board of Canada
- Dissonance, regia di Till Nowak - frameboX
- If I was God, regia di Cordell Barker - National Film Board of Canada
- On Ice, regia di Shannon Tindle - Google / Evil Eye Pictures
- Sanjay's Super Team, regia di Sanjay Patel - Pixar Animation Studios

#### Miglior spot televisivo animato
- Man and Dog - Psyop
- Chex Party Mix: "Holiday Magic" - Stoopid Buddy Stoodios
- Michelin Total Performance: "All the Performances In Every Tire" - Moonbot Studios
- We Are All Farmers - Acme Filmworks

#### Miglior produzione televisiva d'animazione per bambini in età prescolare
- Tumble Leaf - episodio Mirror - Amazon Studios e Bix Pix Entertainment
- Bubble Guppies - Un tuffo nel blu e impari di più (Bubble Guppies) - episodio Super Guppies! - Nickelodeon / Nelvana
- Paw Patrol - La squadra dei cuccioli (Paw Patrol) - episodio Pups Save A MerPup - Spin Master/ Nickelodeon
- Peter coniglio (Peter Rabbit) - episodio The Kitten and Pig Adventure - Nickelodeon Productions / Silvergate Media
- Callie sceriffa del West (Sheriff Callie's Wild West) - episodio The Good, the Bad & the Yo-Yo - Wild Canary Animation / Disney Junior
- Transformers: Rescue Bots - episodio I Have Heard The Robots Singing - Hasbro Studios

#### Miglior produzione televisiva d'animazione per bambini
- Wander (Wander Over Yonder) - episodio The Breakfast - Disney Television Animation
- Clarence - episodio Turtle Hats - Cartoon Network
- Gravity Falls - episodio Not What He Seems - Disney Television Animation
- Harvey Beaks - episodio A Day of No To-Do - Nickelodeon
- Sanjay and Craig - episodio Street Dogg - Nickelodeon
- Marco e Star contro le forze del male (Star vs. the Forces of Evil) - episodio Blood Moon Ball - Disney Television Animation
- Steven Universe - episodio Jail Break - Cartoon Network Studios

#### Miglior produzione televisiva d'animazione generale
- I Simpson (The Simpsons) - episodio Halloween of Horror - Gracie Films con 20th Century Fox Television
- Bob's Burgers - episodio Can't Buy Me Math - 20th Century Fox Television / Bento Box Entertainment
- BoJack Horseman - episodio Il divano nuovo - The Tornante Company
- Moonbeam City - episodio Quest for Aquatica - Titmouse, Inc. / Comedy Central

#### Miglior film d'animazione indipendente
- Boy & the World (O Menino e o Mundo), regia di Alê Abreu - Filme de Papel
- The Prophet, regia di Roger Allers - Ventanarosa
- The Boy and the Beast (バケモノの子), regia di Mamoru Hosoda - Studio Chizu
- Quando c'era Marnie (思い出のマーニー), regia di Hiromasa Yonebayashi - Studio Ghibli

#### Miglior film studentesco
- ed, regia di Taha Neyestani
- Can I Stay?, regia di Paige Carter, Katie Knudson e Onyee Lo - Ringling College
- Dodoba, regia di Yon Hui Lee
- Life Smartphone, regia di Xie Chenglin
- Mother, regia di Stephanie Chiew
- Nice To Meeteor You, regia di Yizhou Li
- Shift, regia di Maria Cecilia Puglesi
- The Casebook of Nips & Porkington, regia di Melody Wang

### Premi Individuali

#### Migliori effetti animati in un film d'animazione
- Jon Reisch, Stephen Marshall, Magnus Wrenninge, Michael Hall e Michael K. O'Brien - Il viaggio di Arlo (The Good Dinosaur)
- Greg Gladstone, Tim Hoff, Mark Newport, Jason Rickwald e Stephen Wood - Home - A casa (Home)
- Chris Logan, Brian Casper, Gavin Baxter e William Eckroat - Hotel Transylvania 2
- Amit Baadkar, Dave Hale, Vincent Serritella e Paul Mendoza - Inside Out
- Frank Baradat, Antonin Seydoux, Milo Riccarand e Nicolas Brack - Minions
- Brice Mallier, Paul Buckley, Brent Droog, Alex Whyte e Jonothan Freisler - SpongeBob - Fuori dall'acqua (The SpongeBob Movie Sponge Out of Water)

#### Migliori effetti animati in un film live-action
- Michael Balog, Jim Van Allen, Florent Andorra e Georg Kaltenbrunner - Avengers: Age of Ultron
- Raul Essig, Roman Schmidt, Mark Chataway e Ryan Hopkins - Jurassic World
- Ronnie Menahem, Pavani Rao Boddapati, Francois Sugny, Leslie Chan e Nicolas Petit - Maze Runner - La fuga (Maze Runner: The Scorch Trials)
- Ronnie Menahem, Brian Goodwin, Jason Lazaroff, Paul Harris e James Ogle - Lo Hobbit - La battaglia delle cinque armate (The Hobbit: The Battle of the Five Armies)

#### Miglior animazione dei personaggi in una produzione televisiva d'animazione
- Chi-Ho Chan - Dragons - episodio Have Dragon Will Travel, Part 1, personaggi: Heather, Windshear, Dagur, Savage, Hiccup, Sdentato, Berserkers
- Yong-Zhi Sun - Dragons - episodio Have Dragon Will Travel, Part 2, personaggi: Heather, Windshear, Astrid, Hiccup
- Alfonso Estrada - Elf: Buddy's Musical Christmas - personaggi: Buddy, Jovie
- Scott Daros - Elf: Buddy's Musical Christmas - personaggi: vari
- Maurizio Parimbelli - Peter Coniglio (Peter Rabbit) - episodio The Kitten and Pig Adventure personaggi: Peter, Benjamin, Lily, Mittens, Pig Robinson, Ducklings
- Ryan MacNeil - Turbo FAST - episodio Turboldly Go, personaggi: vari
- Justin Nichols - Wander (Wander Over Yonder) - episodio The Good Bad Guy, personaggio: Lord Hater

#### Miglior animazione dei personaggi in un film d'animazione
- Allison Rutland - Inside Out - personaggi: tutti
- Mark Donald - Home - A casa (Home) - personaggio: vari
- Travis Hathaway - Inside Out - personaggi: tutti
- Hichem Arfaoui - Minions - personaggi: Herb & Scarlet Overkill, Kevin, Stuart & Bob
- Mark C. Harris - Il viaggio di Arlo (The Good Dinosaur) - personaggi: tutti
- K.C. Roeyer - Il viaggio di Arlo (The Good Dinosaur) - personaggi: tutti
- BJ Crawford - Snoopy & Friends - Il film dei Peanuts (The Peanuts Movie) - personaggi: vari

#### Miglior animazione dei personaggi in un film live-action
- Matthew Shumway, Adrian Millington, Blaine Toderian, Alexander Poei, Kevin Lan - Revenant - Redivivo (The Revenant) - personaggio: l'orso
- Glen McIntosh, Kevin Martel, Kyle Winkelman, Rodrick Fransham e Kaori Ogino - Jurassic World – personaggio: Indominus Rex
- Jakub Pistecky, Gang Trinh, Craig Penn, Mickael Coedel e Yair Gutierrez - Avengers: Age of Ultron – personaggio: Hulk
- Peter Tan, Boonyiki Lim, Sachio Nishiyama, Byounghee Cho e Roy Tan - Avengers: Age of Ultron – personaggio: Ultron
- Aaron Gilman, Howard Sly, Matthew Riordan, Kevin Kelm e Guillaume Francois - Lo Hobbit - La battaglia delle cinque armate (The Hobbit: The Battle of the Five Armies) - personaggio: Azog
- David Clayton, Gios Johnston, Andreja Vuckovic, Guillaume Francois, Daniel Zettl - Lo Hobbit - La battaglia delle cinque armate (The Hobbit: The Battle of the Five Armies) - personaggio: Smaug

#### Miglior animazione dei personaggi in un video game
- David Gibson - Evolve - personaggi: Daisy, Goliath, Kraken
- Mike Dietz - Armikrog - personaggi: tutti
- Bruce Chang - Invisible, Inc. - personaggi: vari

#### Miglior character design in una produzione televisiva d'animazione
- Craig Kellman - Elf: Buddy's Musical Christmas - personaggi: vari
- Junpei Takayama - Breadwinners - Anatre fuori di testa (Breadwinners) - episodio Wrath of the Pizza Lord - personaggi: vari
- David Tilton - Harvey Beaks - episodio Night Club Night, personaggi: vari
- Tapan Gandhi - Pickle e Peanut (Pickle and Peanut) - episodio Swim Lessons, personaggi: vari
- Dave Cooper, Mike Dougherty, Jennifer Wood e Steve Hirt - Pig Goat Banana Cricket - episodio Pig Goat Banana Cricket High Five!, personaggi: vari
- Gordon Hammond, Steve Hirt, Jennifer Wood e Mike Dougherty - Pig Goat Banana Cricket - episodio Miss Cutesy Meow Meows, personaggi: vari
- Chris Mitchell e Keiko Murayama - The Mr. Peabody & Sherman Show - episodio New Sponsor / Cleopatra, personaggi: vari

#### Miglior character design in un film d'animazione
- Albert Lozano e Chris Sasaki - Inside Out - personaggi: tutti
- Craig Kellman e Stephen DeStefano - Hotel Transylvania 2 - personaggi: vari
- Eric Guillon - Minions - personaggi: Herb Overkill, Scarlet Overkill, Minions, Yeti
- Matt Nolte - Il viaggio di Arlo (The Good Dinosaur) - personaggi: tutti

#### Miglior regia in una produzione televisiva d'animazione
- Matt Braly - Gravity Falls - episodio Northwest Mansion Mystery
- Bryan Fordney - Archer - episodio Edie's Wedding
- Dave Wasson - Topolino (Mickey Mouse) - episodio Coned
- TJ Sullivan - Dragons - episodio Reign of Fireworms
- Mark Caballero e Seamus Walsh - Elf: Buddy's Musical Christmas
- Heiko Drengenberg - Topolino (Mickey Mouse) - episodio Bottle Shocked
- Ken Wong - Pickle e Peanut (Pickle and Peanut) - episodio Pickle the Falcon Master
- Ian Jones-Quartey - Steven Universe - episodio The Test

#### Miglior regia in un film d'animazione
- Pete Docter - Inside Out
- Charlie Kaufman e Duke Johnson - Anomalisa
- Raúl García - Extraordinary Tales
- Roger Allers - The Prophet
- Mark Burton e Richard StarzakShaun - Shaun, vita da pecora - Il film (Shaun the Sheep Movie)
- Steve Martino - Snoopy & Friends - Il film dei Peanuts (The Peanuts Movie)
- Hiromasa Yonebayashi - Quando c'era Marnie (思い出のマーニー)

#### Miglior colonna sonora in una produzione televisiva d'animazione
- Christopher Willis - Topolino (Mickey Mouse) - episodio ¡Feliz Cumpleaños!
- Matthew Sklar e Christopher Guardino - Elf: Buddy's Musical Christmas
- Einar Tonsberg - Puffin Rock - episodio Night Lights
- Nick Bachman, Neil Graf, Matt Mahaffey e Jonathan Hylander - Sanjay and Craig - episodio Street Dogg
- Mike Himelstein, Joe Ansolabehere e Mike Barnett - Callie sceriffa del West (Sheriff Callie's Wild West) - episodio The Good, the Bad & the Yo-Yo
- J.G. Thirlwell - The Venture Bros: All This And Gargantua-2
- Andy Bean - Wander (Wander Over Yonder) - episodio The Black Cube

#### Miglior colonna sonora in un film d'animazione
- Michael Giacchino - Inside Out
- Carter Burwell - Anomalisa
- Kevin Riepl - Batman Unlimited: Monster Mayhem
- GEM Grupo Experimental de Música e Emicida - Boy & the World (O Menino e o Mundo)
- Mychael Danna e Jeff Danna - Il viaggio di Arlo (The Good Dinosaur)

#### Miglior scenografia in una produzione televisiva d'animazione
- Kevin Dart, Sylvia Liu, Chris Turnham e Eastwood Wong - The Mr. Peabody and Sherman Show - episodio Peabody's Parents / Galileo
- Jonathan Pyun, Aaron Spurgeon, Baptiste Lucas, Margaret Wuller e Ethan Becker - Dawn of the Croods - episodio Garden of Eaten
- Ernie Gilbert, Kristin Donner, Steve Meyers, Fred Gardner e David Cole - Fresh Beat Band of Spies - episodio Singing Pirate
- Ian Worrel e Jeffrey Thompson - Gravity Falls - episodio Xpcveaoqfoxso (Weirdmageddon)
- Dave Cooper, Mike Dougherty, Francis Giglio - Pig Goat Banana Cricket - episodio Happy Chalawunga!
- Dave Cooper, Mike Dougherty, Francis Giglio - Pig Goat Banana Cricket - episodio Prank Thy Neighbor
- Lily Bernard, Marie Thorhauge, Stefano Scapolan - Puffin Rock - episodio Night Lights

#### Miglior scenografia in un film d'animazione
- Ralph Eggleston - Inside Out
- Alê Abreu - Boy & the World (O Menino e o Mundo)
- Jason Carpenter - He Named Me Malala
- Emil Mitev - Home - A casa (Home)
- Eric Guillon - Minions
- Matt Perry e Gavin Lines - Shaun, vita da pecora - Il film (Shaun the Sheep Movie)
- Harley Jessup, Sharon Calahan, Bryn Imagire, Noah Klocek e Huy Nguyen - Il viaggio di Arlo (The Good Dinosaur)

#### Miglior storyboarding in una produzione televisiva d'animazione
- Alonso Ramirez Ramos - Topolino (Mickey Mouse) - episodio ¡Feliz Cumpleaños!
- Tom Herpich - Adventure Time - episodio Walnuts & Rain
- Heidi Jo Gilbert - Dragons - episodio Eye of the Beholder (Part 1 and 2)
- Sung Jin Ahn, Ben Juwono, David Woo e Donna Lee - Niko and the Sword of Light - episodio pilota
- Joe Johnston, Jeff Liu e Rebecca Sugar - Steven Universe - episodio Jail Break
- Ben Juwono - The Adventures of Puss in Boots - episodio Hidden
- Justin Nichols - Wander (Wander Over Yonder) - episodio The Breakfast
- Madeline Sharafian, Manny Hernandez e Bert Youn - We Bare Bears - episodio Burrito

#### Miglior storyboarding in un film d'animazione
- Tony Rosenast - Inside Out
- Antonio Santamaria - Extraordinary Tales
- Mike Smukavic - Hotel Transylvania 2
- Domee Shi - Inside Out
- Habib Louati - Minions
- Bill Presing - Il viaggio di Arlo (The Good Dinosaur)
- Rosana Sullivan - Il viaggio di Arlo (The Good Dinosaur)
- J.P. Vine, Tony Rosenast e Enrico Casarosa - Il viaggio di Arlo (The Good Dinosaur)

#### Miglior voce in una produzione televisiva d'animazione
- Kristen Schaal - Bob's Burgers - episodio Hawk & Chick, personaggi: Louise, Belcher
- Eric Bauza - Breadwinners - Anatre fuori di testa (Breadwinners) - episodio Movie Ducks, personaggio: Buhdeuce
- Grey Griffin - Dawn of the Croods - episodio The First Picture Show, personaggio: Lerk
- Larainne Newman - Dawn of t he Croods - episodio The First Picture Show e Mom Genes, personaggio: Amber
- Matt Jones - Pig Goat Banana Cricket - episodio Underpants-Palooza, personaggio: Pig
- Alan Tudyk - Marco e Star contro le forze del male (Star vs. the Forces of Evil) - episodio Compilation from Series, personaggio: Ludo
- Eric Bauza - The Adventures of Puss in Boots - vari episodi, personaggio: Gatto con gli stivali
- Kevin Michael Richardson - Uncle Grandpa - episodio Uncle Grandpa At The Movies, personaggio: Mr. Gus

#### Miglior voce in un film d'animazione
- Phyllis Smith - Inside Out - personaggio: Tristezza
- Jennifer Jason Leigh - Anomalisa - personaggio: Lisa Hesselman
- Amy Poehler - Inside Out - personaggio: Gioia
- Pierre Coffin - Minions - personaggi: i Minions
- Jon Hamm - Minions - personaggio: Herb Overkill
- Alex Garfin - Snoopy & Friends - Il film dei Peanuts (The Peanuts Movie) - personaggio: Linus
- Hadley Belle Miller - Snoopy & Friends - Il film dei Peanuts (The Peanuts Movie) - personaggio: Lucy
- Tom Kenny - SpongeBob - Fuori dall'acqua (The SpongeBob Movie Sponge Out of Water) - personaggio: SpongeBob

#### Miglior sceneggiatura in una produzione televisiva d'animazione
- Steven Davis e Kelvin Yu - Bob's Burgers - episodio The Hauntening
- Kent Osborne, Pendleton Ward, Jack Pendarvis, Jillian Tamaki e Adam Muto - Adventure Time - episodio The Diary
- Alex Hirsch, Shion Takeuchi, Josh Weinstein, Jeff Rowe e Matt Chapman - Gravity Falls - episodio Not What He Seems
- Al Jean - I Simpson (The Simpsons) - episodio I Won't Be Home For Christmas

#### Miglior sceneggiatura in un film d'animazione
- Pete Docter, Meg LeFauve e Josh Cooley - Inside Out
- Mark Burton e Richard Starzak - Shaun, vita da pecora - Il film (Shaun the Sheep Movie)
- Hiromasa Yonebayashi - Quando c'era Marnie (思い出のマーニー)

#### Miglior montaggio in una produzione televisiva d'animazione
- Illya Owens - Topolino (Mickey Mouse) - episodio Coned
- David Craig e Jeff Adams - Tutti pazzi per Re Julien (All Hail King Julien) - episodio Body Double
- John Laus - Dragons - episodio Dragon Eye of the Beholder, Part 1
- Mike Wright - Elf: Buddy's Musical Christmas
- Nolan Southerland, William Kessler e Benjamin Rush - Lost Treasure Hunt' - episodio Columbus Voyage Revisited
- Anne Harting, Shawn Lemmonier, Lauren Crist e Carmen Woods - Phineas e Ferb (Phineas and Ferb) - episodio Last Day of Summer
- Ted Supa - Marco e Star contro le forze del male (Star vs. the Forces of Evil) - episodio Storm the Castle

#### Miglior montaggio in un film d'animazione
- Kevin Nolting - Inside Out
- Garret Elkins - Anomalisa
- Jennifer Dolce - The Prophet
- Sim Evan-Jones - Shaun, vita da pecora - Il film (Shaun the Sheep Movie)

### Premi della Giuria

#### Winsor McCay Award
- Joe Ranft
- Phil Roman
- Isao Takahata

#### June Foray Award
- Don Hahn